# Нефедино
Нефедино — деревня в Островском районе Псковской области. Входит в состав Островской волости.
Расположена в 7 км к северо-востоку от города Остров. На севере примыкает Островская птицефабрика, на юге — Плодопитомник.
| 2001 | 2002 | 2010 |
| ---- | ---- | ---- |
| 65   | ↘62  | ↘37  |

## История
Деревня до апреля 2015 года входила в состав ныне упразднённой Волковской волости Островского района.